# Сварка плавлением

Классификация процессов сварки плавлением в зависимости от источника энергии

Сварка плавлением — общий термин для сварочных процессов,которые протекают с расплавлением сварочных материалов в месте сварки.  Плавление материалов под действием высокой температуры сопровождается фазовыми переходами  в зоне термического влияния материала:755.
Существуют методы твердой сварки без плавления материалов (ультразвуковая, сварка взрывом, диффузионная и др.).

## Применение
Сварка плавлением занимает ключевую роль в строительстве. Она позволяет надежно крепить металлические детали. Этот метод сварки применяется в разных областях — от создания самолетов и автомобилей до произведений искусства. 

## Типы сварки плавлением по источникам теплоты

### Электрические

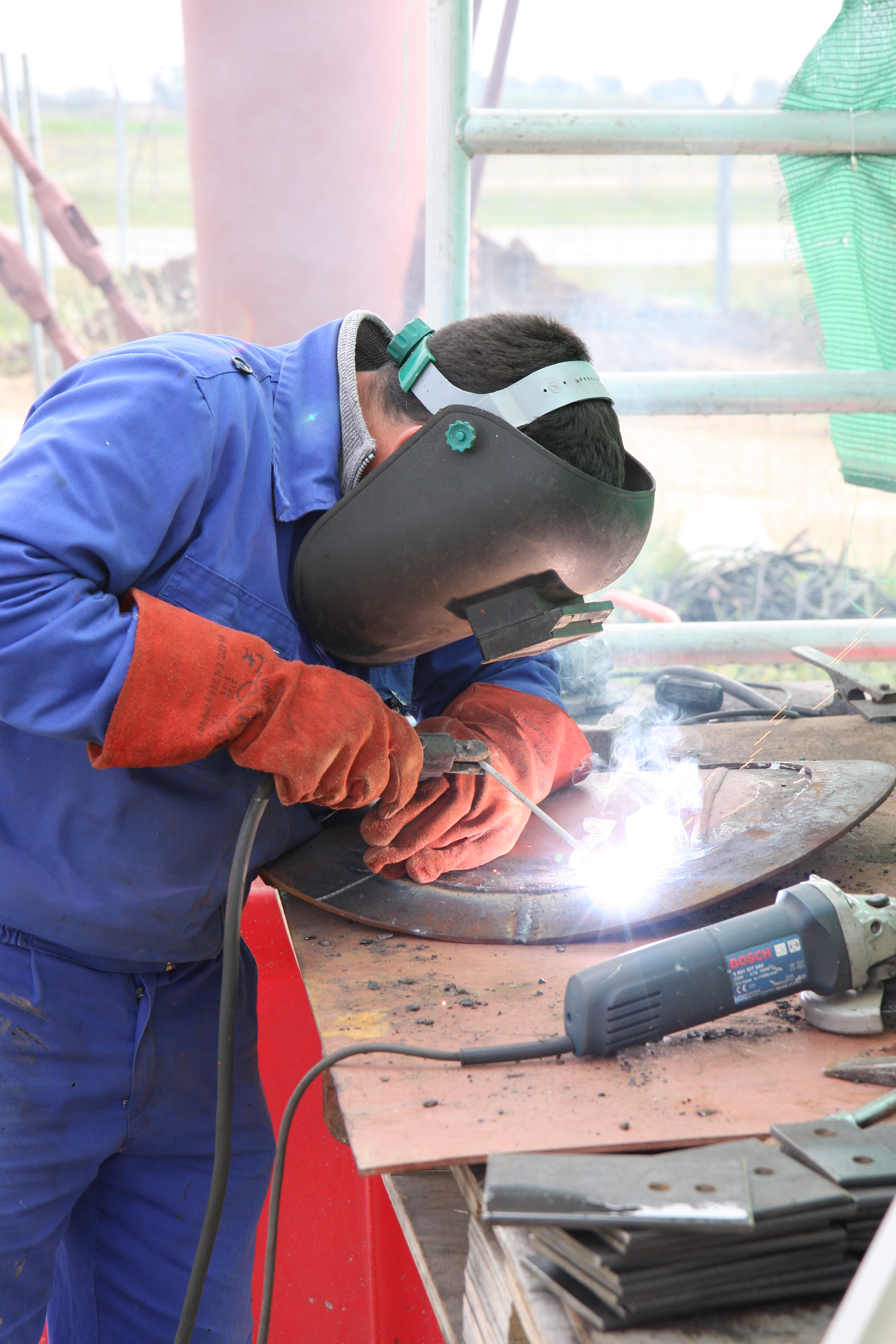
Электрическая дуговая сварка

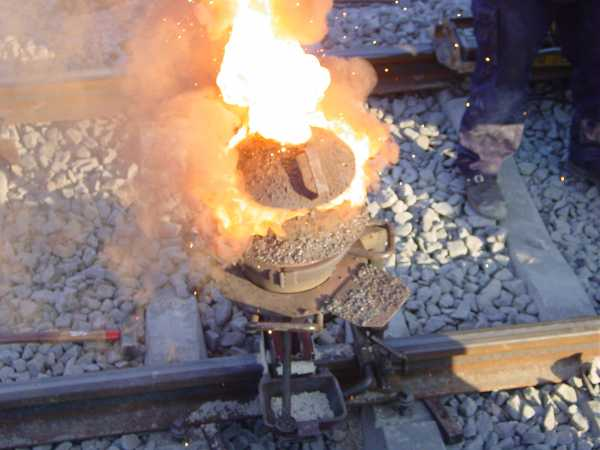
Термитная сварка. После расплавления железа оно стекает в форму для сварки рельса.

#### Электрическая дуговая сварка
Дуговая сварка позволяет сваривать металлические заготовки с помощью промежуточного присадочного металла. При сварке возникает электрическая дуга, в которой происходит выделение теплоты. По типу возбуждения дуги различают  - дугу прямого действия  и дугу косвенного действия. Дуга прямого действия возникает между электродом и основным металлом, который сводит в сварочную цепь, при этом для сварки используется теплота, выделяемая в столбе дуги и на электродах; дуга косвенного действия горит между двумя электродами. 
Электродуговая сварка - самый распространенный способ подводной сварки.  Подводная сварка имеет множество применений - ремонт корпусов судов, нефтяных вышек, трубопроводов и др.
Видами электрической дуговой сварки являются: механизированная сварка в среде защитных газов, ручная дуговая сварка покрытым электродом ,механизированная сварка под слоем флюса, сварка неплавящимся электродом в среде защитных газов и др.

#### Лазерная сварка
Источником теплоты при лазерной сварке является луч лазера. Лучевая сварка является очень точным в виде сварки плавлением.  Лазерный луч может быть разделен одновременно на несколько мест сварки, что позволяет значительно снизить стоимость процесса. Лазерная сварка находит применение в автомобильной промышленности.

#### Электромагнитная индукция
Индукционная сварка является разновидностью контактной сварки. В индукционной сварке нет точек соприкосновения металла  и электрического источника. В индукционной сварке источником теплоты является магнитное поле.

### Химические источники

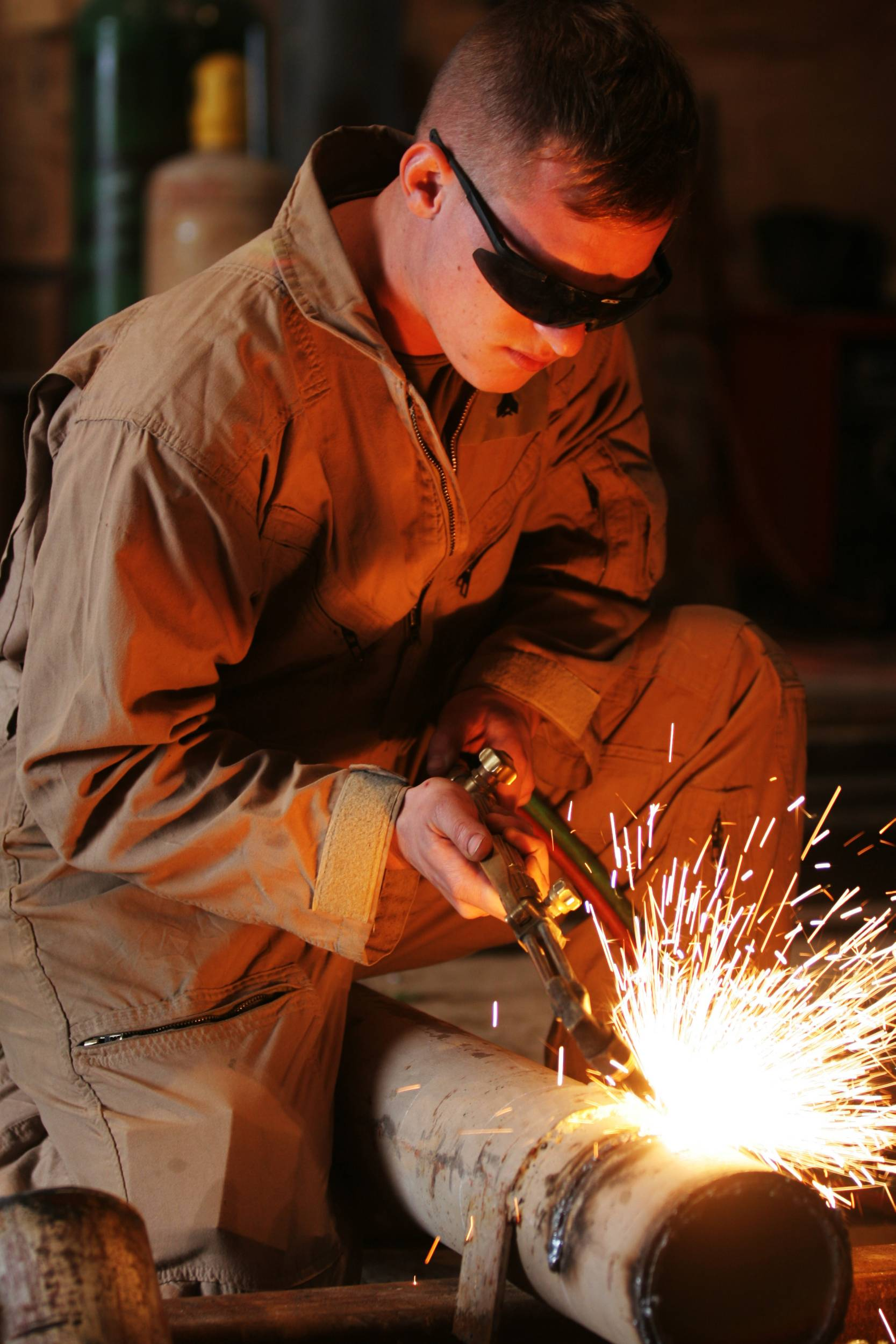
Газовая сварка

#### Газовая сварка
Источником теплоты при газовой сварке является пламя горелки. Пламя возникает при сжигании в горелке горючих газов (ацетилен, водород и др.).  Ацетиленокислородные горелки является наиболее распространенными.

#### Термитная сварка
Термитная сварка использует в качестве источников теплоты  экзотермические химические реакции. Термитная смесь состоит из окиси металла (ржавчина) и алюминия. Происходит химическая реакция с выделением теплоты. более 4000О.Ф. Для запуска реакции используется катализатор. Этот вид сварки используется для сварки железнодорожных путей и др.